# Youka
Ne doit pas être confondu avec Crack (stupéfiant), Yuka (application) ou Youka (chanteur).
Youka est une commune rurale située dans le département de Ziou de la province du Nahouri dans la région du Centre-Sud au Burkina Faso.

## Santé et éducation
Le centre de soins le plus proche de Youka est le centre de santé et de promotion sociale (CSPS) de Ziou tandis que le centre médical (CMA) le plus proche se trouve à Pô.